# Az immunis
Az immunis (eredeti cím: The Survivalist) 2021-ben bemutatott amerikai akcióthriller, melynek rendezője és forgatókönyvírója Jon Keeyes. A főszerepben Jonathan Rhys Meyers és John Malkovich látható.
Az Amerikai Egyesült Államokban 2021. október 1-jén jelent meg a Quiver Distribution forgalmazásában.

## Szereplők
| Szerep          | Színész              | Magyar hang        |
| --------------- | -------------------- | ------------------ |
| Ben             | Jonathan Rhys Meyers | Bozsó Péter        |
| Aaron           | John Malkovich       | Reviczky Gábor     |
| Thaddeus Street | Matthew Ramirez      | Varga Rókus        |
| Marley          | Jenna Leigh Green    | Kisfalvi Krisztina |
| Owen            | Jon Orsini           | Seszták Szabolcs   |
| Sarah           | Ruby Modine          | Kis-Kovács Luca    |
| John            | Obi Abili            | Gacsal Ádám        |
| Guy Hodges      | Tom Pecinka          | Baráth István      |
| Heath           | Julian Sands         | Lux Ádám           |

## A film készítése
A forgatás 2020 decemberében fejeződött be.

## Megjelenés
Az immunis 2021. október 1-jén jelent meg Video on Demand platformon. A film 2021. október 19-én került forgalomba DVD-n és Blu-Rayen.

## Fordítás
- Ez a szócikk részben vagy egészben  a   The Survivalist (2021 film) című angol Wikipédia-szócikk fordításán alapul.  Az eredeti cikk szerkesztőit annak laptörténete sorolja fel. Ez a jelzés csupán a megfogalmazás eredetét és a szerzői jogokat jelzi, nem szolgál a cikkben szereplő információk forrásmegjelöléseként.